# Messatoporus townesi
Messatoporus townesi är en stekelart som beskrevs av Alayo och Vassil Tzankov 1974. Messatoporus townesi ingår i släktet Messatoporus och familjen brokparasitsteklar. Inga underarter finns listade i Catalogue of Life.